# تاکاموری، کوماموتو
تاکاموری، کوماموتو (به لاتین: Takamori, Kumamoto) یک منطقهٔ مسکونی در ژاپن است که در استان کوماموتو واقع شده‌است. تاکاموری ۷٬۰۱۸ نفر جمعیت دارد.